# Couto de Cima
Couto de Cima era una freguesia portuguesa del municipio de Viseo, distrito de Viseo.

## Historia
Fue suprimida el 28 de enero de 2013, en aplicación de una resolución de la Asamblea de la República portuguesa promulgada el 16 de enero de 2013 al unirse con la freguesia de Couto de Baixo, formando la nueva freguesia de Coutos de Viseu.

## Organización territorial
Estaba formado por la unión de siete núcleos de población: Couto de Cima, São Cosmado, Portela, Masgalos, Lobagueira, Carvalhais y Goduxo.

## Patrimonio
En el territorio de la freguesia se encuentran los dólmenes denominados Anta do Repilau y Anta da Lameira do Fojo.